# Ülo Sooster
Ülo Sooster (Hiiumaa, 17 ottobre 1924 – Mosca, 25 ottobre 1970) è stato un artista estone noto come artista estone, anche in Russia.
Fu uno dei principali rappresentanti dell'arte non ufficiale sovietica, uno dei creatori dell'arte concettuale russa.

## Biografia
Nasce il 17 ottobre 1924 nella tenuta di Ühtris sull'isola di Hiiumaa nel mar Baltico, in Estonia. Nel 1943 si iscrive presso la Scuola d'Arte Superiore “Pallas” di Tartu, che deve interrompere nel 1944 a causa della guerra e arruolato come infermiere. Disera e torna nella sua tenuta.
Tra il 1945 ed il 1949 studia arte presso l'Università d'Arte Statale di Tartu, ex "Pallas". Nel 1949 viene arrestato a Tallinn con l'accusa di "partecipazione ad attività antisovietica". Tra il 1949 ed il 1956 viene imprigionato nel lager di Dolinka nei pressi di Karaganda, in Kazakistan.
Viene rilasciato nel giugno 1956 e si trasferisce a Mosca. Fa amicizia con l'artista Yuri Nolev-Sobolev, uno dei leader dell'arte non ufficiale sovietica dell'epoca. Insieme creano il gruppo artistico noto come gruppo Sobolev-Sooster, o gruppo Sretenskij Bulvar. Nel 1957 inizia a lavorare come illustratore per diverse case editrici, tra cui la "Znanie".
Nel 1958 al gruppo artistico di Sooster si unisce il pittore Ernst Neizvestny, mentre il 1959 vede l'inizio della sua attività espositiva. Nel 1960 al gruppo si unisce Ilya Kabakov con cui Sooster condivide lo studio. Inizia una serie di incontri, nel suo appartamento, dedicati all'arte non ufficiale, chiamati “i martedì di Sooster”.
Nel 1962 partecipa al "Manege", lo spazio espositivo centrale di Mosca, alla prima mostra d'arte non ufficiale, organizzata in modo ufficiale, con la speranza di stabilire un dialogo con lo Stato. Dopo aver visitato la mostra, Nikita Krusciov la fa smantellare, accusando gli artisti di attività antisovietica. Contemporaneamente Ulo Sooster diventa persona non grata ai propri datori di lavoro. Essendo estone per poter continuare a lavorare, assume lo pseudonimo di Smorodin.
Nel 1965 partecipa alle prime mostre del gruppo all'estero: Varsavia, Polonia e all'Aquila, Italia. Lavora per lo studio cinematografico "Centrnauchfilm". Nel 1968 assieme al regista Andrej Khrzhanovsky, al compositore Alfred Schnittke e all'artista Yuri Nolev-Sobolev lavora alle scenografie per il cartone animato “L'armonica di vetro” (Стеклянная гармоника).
Nel 1969 la censura sovietica vieta la proiezione e la diffusione in qualsiasi forma del cartone animato “L'armonica di vetro”. Muore a Mosca, il 25 ottobre 1970 e viene sepolto in Estonia

## Lista delle mostre personali
Durante la vita dell'artista non ci sono state mostre personali
1970 Museo di Arti Visive di Tartu, Estonia
1970 Spazio espositivo dell'Unione degli Artisti di Tallinn, Estonia
1979 Spazio espositivo dell'Unione degli Artisti grafici di Mosca (Russia)
1981 Spazio espositivo dell'Unione degli Artisti grafici di Mosca (Russia)
1985 Museo d'Arte Statale, Tallinn, Estonia
1987 Spazio espositivo dell'Unione degli Artisti “Ermitage” di Mosca (Russia)
1988 Spazio espositivo della Regione Temirjazevskij di Mosca (Russia)
1989 Casa Centrale dell'Artista (ЦДХ), Mosca (Russia)
1990 Museo Statale di Storia, Tallinn, Estonia
2001 Museo d'Arte Statale, Tallinn, Estonia
2006 Galeria “Romanof”, Mosca (Russia)
Nel 1987 il regista Andrej Khrzhanovsky ha girato il film dedicato a Ulo Sooster “Paesaggio con ginepro” ("Пейзаж с можжевельником")